# Курдюмов Олександр В'ячеславович
Курдюмов Олександр В'ячеславович (19 жовтня 1938, Київ - 9 квітня 2021) — учений-кристалограф, фахівець у галузі фізики твердого тіла та матеріалознавства, член-кореспондент НАН України. Професор. Доктор фізико-математичних наук. Брат Георгія Курдюмова.

## Напрями наукової діяльності
Керамічні, композиційні, монокристалічні і плівкові матеріали різного функціонального призначення (високотемпературного, інструментального, електронного, оптичного, біомедичного тощо).
Наноструктурні (нанодисперсні, нанокристалічні) матеріали: Проблеми синтезу матеріалів при екстремальних параметрах температури і тиску.

### Ключові слова за напрямами наукової діяльності
Вуглець, графіт, сажа, алмаз, аморфна фаза, лонсдейліт, ударне стиснення, фазові перетворення, структура

### КерівникНДДКР
Ударно-хвильовий синтез різних структурно-морфологічних форм вуглецю; вивчення закономірностей їх утворення і термічної стабільності (2010–2012)

## Хронопис досягнень
Народився 19 жовтня 1938 року.
Вищу освіту здобув у Київському політехнічному інституті за спеціальністю «фізика металів».
Після його закінчення в 1961 р. розпочав свою трудову діяльність в Інституті проблем матеріалознавства НАН України.
У 1968 р. — захистив кандидатську дисертацію
У 1977 р. — захистив докторську дисертацію.
З 1990 р. — завідувач відділу Структурних досліджень керамічних та надтвердих матеріалів Інституту проблем матеріалознавства НАН України.
07.04.2000 обраний членом-кореспондентом Національної академії наук України за спеціальністю: матеріалознавство, нанокристалічні матеріали.
Основні наукові дослідження присвячені вивченню фазових і структурних перетворень у вуглеці та нітриді бору. Відкрив і дослідив мартенситні перетворення шаруватих структур цих речовин у щільні модифікації. На базі проведених експериментальних досліджень створена  послідовна феноменологічна теорію твердотільних перетворень у вуглеці та нітриді бору, яка стала науковим підґрунтям керованого синтезу нанокристалічних надтвердих фаз.
Розробляє та вдосконалює дифракційні методи аналізу високодефектних нанокристалічних структур і слабопоглинальних об'єктів, якими є всі структурні форми вуглецю й нітриду бору. Використання цих методів допомогло вперше виявити такі важливі особливості тонкої структури вюртцитоподібних фаз, як орієнтовані спотворення координаційних тетраедрів, а також одномірну розупорядкованість структури й показати, що саме ці особливості визначають відносну стабільність щільних гексагональних фаз порівняно з кубічними.
Один із авторів розроблення надтвердого матеріалу «гексаніт-Р», створеного на основі вюртцитної модифікації нітриду бору, біля витоків створення якого стояв І. М. Францевич.
Створив принципово новий метод ударно-хвильового синтезу фаз високого тиску, який дає можливість реалізувати будь-яку область на фазовій діаграмі речовини, а потім, завдяки різкому охолодженню, зберегти новоутворену фазу високого тиску. За допомогою цього методу вперше у світі отримано в динамічних умовах такі надтверді фази, як кубічний нітрид бору, алмазоподібні фази в системі В-С-N, нову структурну форму вуглецю.

## Науково-видавничий доробок
У науковому доробку вченого 8 монографій, 12 авторських свідоцтв, 16 патентів, близько 250 наукових статей.
Член редколегії наукових журналів:
- «Наноструктурное материаловедение»
- «Сверхтвердые материалы».

## Відзнаки і нагороди
- лауреат премії Ради Міністрів СРСР у галузі науки і техніки
- премія НАН України ім. І. М. Францевича
- премія НАН України ім. Г. В. Курдюмова